# قزل تبة (كراني)
قزل تبة (بالفارسية: قزل تپه) هي منطقة سكنية تقع في إيران في كردستان. يقدر عدد سكانها بـ 186 نسمة بحسب إحصاء 2016.